# Intendance du Limousin
L'Intendance du Limousin est une intendance située dans la ville de Limoges.

## Histoire
Construite entre 1774 et 1784, cette ancienne Intendance est actuellement un lycée. 
La façade sur cour d'honneur et le portail monumental sur rue sont inscrits au titre des monuments historiques par arrêté du 6 mars 1959.

## Architecture
L'architecte est Joseph Brousseau, qui a aussi fait la rénovation et l'aménagement de la cathédrale Notre-Dame de Sées en 1780.